# Анкудинка
Анкудинка — река в Среднеколымском улусе Республики Саха Российской Федерации. Левый приток Колымы.
Длина реки — 123 км, площадь бассейна — 1380 км². Берёт начало в северной части одноимённой горы. От истока течёт на запад, но, постепенно уклоняясь влево (в обход горы), меняет направление течения на восточное. Течение проходит по болотистой местности через многочисленные озёра. Впадает в Колыму по левому берегу в городе Среднеколымск (641 км от устья), имеется мост через реку в городе.
В бассейне реки также находится село Хатынгнах.
Основные притоки (от устья, в скобках указана длина в км):
- 39 км лв: Салырдах (18)
- 45 км лв: Имянтылах (24)
- 68 км пр: Банка (33)
- 85 км пр: Сойболох-Сиене (22)
- 95 км пр: Борулах-Сиене (12)

## Данные водного реестра
По данным государственного водного реестра России относится к Анадыро-Колымскому бассейновому округу.
Код водного объекта в реестре — 19010100412119000043706.